# Diidrobunololo deidrogenasi
La diidrobunololo deidrogenasi è un enzima appartenente alla classe delle ossidoreduttasi, che catalizza la seguente reazione:
(±)-5-[(tert-butilammino)-2′-idrossipropossi]-1,2,3,4-tetraidro-1-naptolo + NADP+ ⇄ (±)-5-[(tert-butilammino)-2′-idrossipropossi]-3,4-diidro-1(2H)-naptalenone + NADPH + H+
L'enzima agisce anche con il NAD+, anche se più lentamente..